# Coracoides

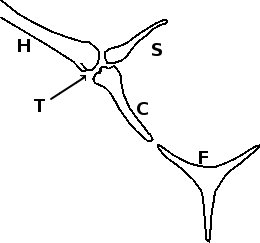
La cintura escapular de un ave.
H: Húmero
S: Escápula
C: Coracoides
F: Fúrcula
T: Canal

El coracoides es un hueso que se encuentra en la cintura escapular de casi todos los vertebrados, exceptuando los mamíferos marsupiales y placentarios (Subclase Theria). En estos mamíferos, el coracoides no existe o está fusionado a la escápula, formando la apófisis coracoides. 
En otros tetrápodos, forma la unión entre la escápula y el esternón, tiene una muesca en la superficie dorsal, que junto con la muesca vertebral en la superficie ventral de la escápula, forman la unión en la cual se encuentra la porción proximal del húmero.
En todos los casos, desempeña funciones importantes como punto de inserción para músculos y ligamentos, y como estabilizador anterior de la articulación del hombro. 
Su nombre deriva del término griego κορακοειδής, que se traduciría como algo con "forma de cuervo"